# Urgent
Urgent – piosenka rockowa zespołu Foreigner, wydana w 1981 jako singel promujący album 4.

## Charakterystyka
Piosenka, nagrana z towarzyszeniem dźwięków charakterystycznych dla R&B, nie była utworem brzmiącym jak typowa piosenka Foreigner. Grupa chciała między innymi wykorzystać solo saksofonowe w stylu Juniora Walkera. Podczas przerwy w nagrywaniu zespół dowiedział się, że Walker tej samej nocy występował zaledwie kilka przecznic od studia. Muzyk zgodził się nagrać solo. Z kolei na instrumentach klawiszowych zagrał Thomas Dolby.

## Pozycje na listach przebojów
| Lista             | Pozycja | Źródło |
| ----------------- | ------- | ------ |
| Kanada            | 1       | [ 3 ]  |
| Niemcy            | 12      | [ 4 ]  |
| Południowa Afryka | 1       | [ 5 ]  |
| Stany Zjednoczone | 4       | [ 1 ]  |
| Szwajcaria        | 84      | [ 4 ]  |
| Szwecja           | 20      | [ 4 ]  |
| Wielka Brytania   | 54      | [ 1 ]  |